# Mégantic (ancienne circonscription fédérale)
Pour les articles homonymes, voir Mégantic.
Mégantic fut une circonscription électorale fédérale de Chaudière-Appalaches de l'Estrie dans le sud du Québec, représentée de 1867 à 1935 et de 1949 à 1968.
C'est l'Acte de l'Amérique du Nord britannique de 1867 qui créa ce qui fut appelé le district électoral de Mégantic. Abolie en 1933, elle fut redistribuée parmi les circonscriptions de Lotbinière et de Mégantic—Frontenac.
La circonscription fut recréée en 1947 à partir de Lotbinière et de Mégantic—Frontenac. Abolie en 1966, elle fut redistribuée parmi les circonscriptions de Compton, Frontenac et Richmond—Wolfe.

## Géographie
En 1947, la circonscription de Mégantic comprenait:
- Le comté de Mégantic, sauf les municipalités de Nelson, Sainte-Anastasie-de-Nelson et le village de Lyster
- Les villes de Thetford Mines et de Black Lake
- Les municipalités de Courcelles, Saint-Vital-de-Lambton, Saint-Évariste-de-Forsyth, Saint-Méthode-de-Frontenac, Garthby, Stratford, Wolfestown, Disraeli, Sainte-Praxède et de Saints-Martyrs-Canadiens
- Les villages de Lambton et de Saint-Évariste-Station

## Députés
1867-1935
1. 1867-1872 — George Irvine, Conservateur
2. 1872-1878 — Édouard-Émery Richard, Libéral
3. 1878-1882 — Louis-Éphrem Olivier, Libéral
4. 1882-1884 — Louis-Israël Côté, Conservateur
5. 1884¹-1887 — François-Charles-Stanislas Langelier, Libéral
6. 1887-1891 — Georges Turcot, Libéral
7. 1891-1896 — Louis-Israël Côté, Conservateur (2)
8. 1896-1904 — Georges Turcot, Libéral (2)
9. 1904-1911 — François Théodore Savoie, Libéral
10. 1911-1922 — Lucien Turcotte Pacaud, Libéral
11. 1922¹-1935 — Eusèbe Roberge, Libéral

1949-1968
1. 1949-1958 — Joseph Lafontaine, Libéral
2. 1958-1962 — Gabriel Roberge, Libéral
3. 1962-1968 — Raymond Langlois, Crédit social

¹ = Élections partielles